# Premier League Irlandii Północnej w piłce siatkowej mężczyzn (2017/2018)
Premier League Irlandii Północnej siatkarzy 2017/2018 – rozgrywki o mistrzostwo Irlandii Północnej w sezonie 2017/2018 organizowane przez Północnoirlandzki Związek Piłki Siatkowej (ang. Northern Ireland Volleyball). Zainaugurowane zostały 26 września 2017 roku i trwały do 19 kwietnia 2018 roku.
Piąty raz w historii mistrzem Irlandii Północnej został klub Raiders.

## System rozgrywek
W fazie zasadniczej 9 drużyn rozegrało systemem każdy z każdym po jednym spotkaniu. 5 najlepszych drużyn po fazie zasadniczej walczyło o tytuł mistrzowski, pozostałe natomiast zagrały o zwycięstwo w rozgrywkach Division 1.

## Drużyny uczestniczące
| | Premier League Irlandii Północnej 2017/2018 |   |
| --- | ------------------------------------------- | - |
| PVC | PVC Eagles                                  | 1 |
| BLZ | Ballymoney Blaze                            | 2 |
| RAI | Raiders                                     | 3 |
| AZT | Aztecs Eagles                               | 4 |
| BSH | Bangor Sharks                               | 5 |
| QUB | Queen's University Belfast                  | 6 |
| GRV | Garvagh Phoenix                             | 7 |
| AWA | Aztecs Warriors                             | 8 |
| | Awans z 1st Division                        |   |
| BLZ2 | Ballymoney Blaze 2                          | 6 |
| Oznaczenia: - kolumna pierwsza – skróty nazw drużyn wpisane na mapie (jeśli ta została zamieszczona), - kolumna trzecia – miejsce zajęte przez daną drużynę w poprzednim sezonie. |                                             |   |

## Hale sportowe
| Klub                                | Hala sportowa                                | Miejscowość |
| ----------------------------------- | -------------------------------------------- | ----------- |
| Aztecs Eagles Aztecs Warriors       | Portadown College                            | Portadown   |
| Ballymoney Blaze Ballymoney Blaze 2 | Dalriada School                              | Ballymoney  |
| Bangor Sharks                       | Aurora Leisure Centre                        | Bangor      |
| Garvagh Phoenix                     | Jim Watt Centre                              | Garvagh     |
| PVC Eagles                          | Shankill Leisure Centre                      | Belfast     |
| Queen's University Belfast          | Queen’s University Physical Education Centre | Belfast     |
| Raiders                             | Tandragee Recreation Centre                  | Craigavon   |

## Faza zasadnicza

### Tabela wyników
| Gospodarz \ Gość1          | PVC | BLZ | RAI | AZT | BSH | QUB | GRV | AWA | BLZ2 |
| PVC Eagles                 |     |     |     |     | 3:0 | 3:0 | 3:0 | 3:0 |      |
| Ballymoney Blaze           | 2:3 |     | 3:2 | 3:0 |     |     | 3:0 |     |      |
| Raiders                    | 3:1 |     |     |     |     | 3:1 | 3:0 | 3:0 |      |
| Aztecs Eagles              | 0:3 |     | 0:3 |     |     |     |     | 3:0 | 3:1  |
| Bangor Sharks              |     | 0:3 | 0:3 | 2:3 |     |     | 2:3 |     |      |
| Queen's University Belfast |     | 1:3 |     | 2:3 | 3:2 |     |     |     | 3:0  |
| Garvagh Phoenix            |     |     |     | 3:0 |     | 3:2 |     | 3:2 | 3:1  |
| Aztecs Warriors            |     | 0:3 |     |     | 0:3 | 0:3 |     |     | 3:0  |
| Ballymoney Blaze 2         | 0:3 | 0:3 | 0:3 |     | 0:3 |     |     |     |      |

Źródło: nivolleyball.com
1 Drużyna gospodarzy jest wymieniona po lewej stronie tabeli.
Kolory:
  zwycięstwo gospodarzy 3:0 lub 3:1
  zwycięstwo gospodarzy 3:2
  zwycięstwo gości 3:0 lub 3:1
  zwycięstwo gości 3:2

### Terminarz i wyniki spotkań
| Data        | Gospodarz                  | Rezultat                                | Gość                       |
| ----------- | -------------------------- | --------------------------------------- | -------------------------- |
| WRZESIEŃ    |                            |                                         |                            |
| 26.09.2017  | Raiders                    | 3:1 (22:25, 25:16, 25:14, 25:20)        | Queen's University Belfast |
| 28.09.2017  | Aztecs Warriors            | 0:3 (17:25, 19:25, 12:25)               | Bangor Sharks              |
| PAŹDZIERNIK |                            |                                         |                            |
| 02.10.2017  | Bangor Sharks              | 2:3 (31:29, 25:23, 20:25, 23:25, 9:15)  | Aztecs Eagles              |
| 02.10.2017  | Ballymoney Blaze           | 3:0 (25:17, 25:21, 25:18)               | Garvagh Phoenix            |
| 04.10.2017  | PVC Eagles                 | 3:0 (25:16, 25:15, 25:17)               | Queen's University Belfast |
| 05.10.2017  | Aztecs Warriors            | 3:0 (25:7, 25:21, 25:8)                 | Ballymoney Blaze 2         |
| 09.10.2017  | Queen's University Belfast | 2:3 (23:25, 22:25, 25:17, 25:20, 9:15)  | Aztecs Eagles              |
| 09.10.2017  | Ballymoney Blaze 2         | 0:3 (13:25, 14:25, 13:25)               | Raiders                    |
| 11.10.2017  | PVC Eagles                 | 3:0 (25:23, 25:22, 25:18)               | Garvagh Phoenix            |
| 12.10.2017  | Aztecs Warriors            | 0:3 (11:25, 19:25, 19:25)               | Ballymoney Blaze           |
| 16.10.2017  | Queen's University Belfast | 1:3 (15:25, 21:25, 25:19, 21:25)        | Ballymoney Blaze           |
| 17.10.2017  | Raiders                    | 3:1 (25:15, 28:30, 25:19, 25:18)        | PVC Eagles                 |
| 19.10.2017  | Garvagh Phoenix            | 3:2 (25:14, 12:25, 25:19, 22:25, 15:13) | Aztecs Warriors            |
| 23.10.2017  | Ballymoney Blaze           | 3:2 (16:25, 21:25, 25:23, 27:25, 15:12) | Raiders                    |
| 23.10.2017  | Aztecs Eagles              | 3:1 (25:16, 25:14, 21:25, 25:21)        | Ballymoney Blaze 2         |
| 25.10.2017  | PVC Eagles                 | 3:0 (25:10, 25:16, 25:17)               | Bangor Sharks              |
| 26.10.2017  | Aztecs Warriors            | 0:3 (24:26, 17:25, 16:25)               | Queen's University Belfast |
| 30.10.2017  | Bangor Sharks              | 0:3 (7:25, 15:25, 20:25)                | Raiders                    |
| 30.10.2017  | Ballymoney Blaze           | 3:0 (25:20, 25:14, 25:16)               | Aztecs Eagles              |
| LISTOPAD    |                            |                                         |                            |
| 01.11.2017  | PVC Eagles                 | 3:0 (25:8, 25:12, 25:9)                 | Aztecs Warriors            |
| 02.11.2017  | Garvagh Phoenix            | 3:0 (25:0, 25:0, 25:0)                  | Aztecs Eagles              |
| 06.11.2017  | Bangor Sharks              | 2:3 (25:9, 25:21, 20:25, 19:25, 8:15)   | Garvagh Phoenix            |
| 06.11.2017  | Queen's University Belfast | 3:0 (25:12, 25:14, 25:15)               | Ballymoney Blaze 2         |
| 06.11.2017  | Aztecs Eagles              | 0:3 (11:25, 18:25, 17:25)               | PVC Eagles                 |
| 07.11.2017  | Raiders                    | 3:0 (25:13, 25:10, 25:13)               | Aztecs Warriors            |
| 13.11.2017  | Ballymoney Blaze 2         | 0:3 (15:25, 24:26, 15:25)               | Ballymoney Blaze           |
| 13.11.2017  | Queen's University Belfast | 3:2 (25:20, 15:25, 25:21, 25:19, 16:14) | Bangor Sharks              |
| 13.11.2017  | Aztecs Eagles              | 3:0 (25:18, 25:14, 25:15)               | Aztecs Warriors            |
| 14.11.2017  | Raiders                    | 3:0 (25:9, 25:22, 25:17)                | Garvagh Phoenix            |
| 20.11.2017  | Bangor Sharks              | 0:3 (14:25, 7:25, 19:25)                | Ballymoney Blaze           |
| 20.11.2017  | Aztecs Eagles              | 0:3 (19:25, 21:25, 21:25)               | Raiders                    |
| 20.11.2017  | Ballymoney Blaze 2         | 0:3 (19:25, 14:25, 11:25)               | PVC Eagles                 |
| 23.11.2017  | Garvagh Phoenix            | 3:2 (25:22, 25:21, 22:25, 12:25, 15:9)  | Queen's University Belfast |
| 30.11.2017  | Garvagh Phoenix            | 3:1 (25:20, 25:21, 18:25, 25:16)        | Ballymoney Blaze 2         |
| GRUDZIEŃ    |                            |                                         |                            |
| 11.12.2017  | Ballymoney Blaze           | 2:3 (25:20, 20:25, 16:25, 25:23, 12:15) | PVC Eagles                 |
| 18.12.2017  | Ballymoney Blaze 2         | 0:3 (12:25, 22:25, 24:26)               | Bangor Sharks              |

### Tabela
| Lp. | Drużyna                    | Pkt | Mecze | Mecze | Mecze | Rodzaj wyniku | Rodzaj wyniku | Rodzaj wyniku | Rodzaj wyniku | Rodzaj wyniku | Rodzaj wyniku | Sety | Sety | Sety  | Małe punkty | Małe punkty | Małe punkty |
| Lp. | Drużyna                    | Pkt | M     | W     | P     | 3:0           | 3:1           | 3:2           | 2:3           | 1:3           | 0:3           | wyg. | prz. | stos. | zdob.       | str.        | stos.       |
| --- | -------------------------- | --- | ----- | ----- | ----- | ------------- | ------------- | ------------- | ------------- | ------------- | ------------- | ---- | ---- | ----- | ----------- | ----------- | ----------- |
| 1   | Raiders                    | 22  | 8     | 7     | 1     | 5             | 2             | 0             | 1             | 0             | 0             | 23   | 5    | 4.6   | 685         | 488         | 1.404       |
| 2   | Ballymoney Blaze           | 21  | 8     | 7     | 1     | 5             | 1             | 1             | 1             | 0             | 0             | 23   | 6    | 3.833 | 672         | 549         | 1.224       |
| 3   | PVC Eagles                 | 20  | 8     | 7     | 1     | 6             | 0             | 1             | 0             | 1             | 0             | 22   | 5    | 4.4   | 640         | 474         | 1.35        |
| 4   | Garvagh Phoenix            | 12  | 8     | 5     | 3     | 1             | 1             | 3             | 0             | 0             | 3             | 15   | 16   | 0.938 | 628         | 602         | 1.043       |
| 5   | Aztecs Eagles              | 10  | 8     | 4     | 4     | 1             | 1             | 2             | 0             | 0             | 4             | 12   | 17   | 0.706 | 547         | 635         | 0.861       |
| 6   | Queen's University Belfast | 10  | 8     | 3     | 5     | 2             | 0             | 1             | 2             | 2             | 1             | 15   | 17   | 0.882 | 668         | 664         | 1.006       |
| 7   | Bangor Sharks              | 9   | 8     | 2     | 6     | 2             | 0             | 0             | 3             | 0             | 3             | 12   | 18   | 0.667 | 580         | 649         | 0.894       |
| 8   | Aztecs Warriors            | 4   | 8     | 1     | 7     | 1             | 0             | 0             | 1             | 0             | 6             | 5    | 21   | 0.238 | 437         | 586         | 0.746       |
| 9   | Ballymoney Blaze 2         | 0   | 8     | 0     | 8     | 0             | 0             | 0             | 0             | 2             | 6             | 2    | 24   | 0.083 | 431         | 641         | 0.672       |

Źródło: nivolleyball.com
Punktacja: 3:0 i 3:1 – 3 pkt; 3:2 – 2 pkt; 2:3 – 1 pkt; 1:3 i 0:3 – 0 pkt
Zasady ustalania kolejności: 1. liczba punktów; 2. stosunek setów; 3. stosunek małych punktów; 4. bilans w bezpośrednich meczach
     runda finałowa
     Division 1 2018

## Faza finałowa

### Tabela wyników
| Gospodarz \ Gość1 | RAI | BLZ | PVC | GRV | AZT |
| Raiders           |     | 3:0 | 3:2 | 3:0 | 3:0 |
| Ballymoney Blaze  | 3:1 |     | 3:1 | 3:0 | 3:0 |
| PVC Eagles        | 0:3 | 1:3 |     | 3:0 | 3:0 |
| Garvagh Phoenix   | 0:3 | 0:3 | 0:3 |     | 3:1 |
| Aztecs Eagles     | 0:3 | 0:3 | 0:3 | 3:0 |     |

Źródło: nivolleyball.com
1 Drużyna gospodarzy jest wymieniona po lewej stronie tabeli.
Kolory:
  zwycięstwo gospodarzy 3:0 lub 3:1
  zwycięstwo gospodarzy 3:2
  zwycięstwo gości 3:0 lub 3:1
  zwycięstwo gości 3:2

### Terminarz i wyniki spotkań
| Data       | Gospodarz        | Rezultat                                | Gość             |
| ---------- | ---------------- | --------------------------------------- | ---------------- |
| STYCZEŃ    |                  |                                         |                  |
| 15.01.2018 | Aztecs Eagles    | 0:3 (16:25, 16:25, 14:25)               | Raiders          |
| 18.01.2018 | Garvagh Phoenix  | 0:3 (17:25, 22:25, 17:25)               | Ballymoney Blaze |
| 29.01.2018 | Aztecs Eagles    | 3:0 (25:19, 25:23, 25:18)               | Garvagh Phoenix  |
| LUTY       |                  |                                         |                  |
| 05.02.2018 | Ballymoney Blaze | 3:1 (25:21, 21:25, 25:18, 25:18)        | Raiders          |
| 07.02.2018 | PVC Eagles       | 3:0 (25:14, 25:20, 25:16)               | Aztecs Eagles    |
| 19.02.2018 | Aztecs Eagles    | 0:3 (15:25, 15:25, 17:25)               | Ballymoney Blaze |
| 22.02.2018 | Garvagh Phoenix  | 0:3 (8:25, 17:25, 12:25)                | PVC Eagles       |
| 26.02.2018 | Ballymoney Blaze | 3:1 (25:16, 28:26, 26:24, 27:25)        | PVC Eagles       |
| 27.02.2018 | Raiders          | 3:0 (25:15, 25:17, 25:18)               | Garvagh Phoenix  |
| MARZEC     |                  |                                         |                  |
| 05.03.2018 | Ballymoney Blaze | 3:0 (25:18, 26:24, 25:18)               | Garvagh Phoenix  |
| 06.03.2018 | Raiders          | 3:0 (25:16, 25:16, 25:16)               | Aztecs Eagles    |
| 13.03.2018 | Raiders          | 3:2 (26:24, 25:18, 23:25, 25:27, 15:11) | PVC Eagles       |
| 15.03.2018 | Garvagh Phoenix  | 3:1 (25:23, 25:14, 21:25, 25:17)        | Aztecs Eagles    |
| 26.03.2018 | Raiders          | 3:0 (25:16, 25:21, 29:27)               | Ballymoney Blaze |
| 26.03.2018 | Aztecs Eagles    | 0:3 (17:25, 19:25, 18:25)               | PVC Eagles       |
| 28.03.2018 | PVC Eagles       | 0:3 (15:25, 11:25, 20:25)               | Raiders          |
| KWIECIEŃ   |                  |                                         |                  |
| 09.04.2018 | Ballymoney Blaze | 3:0 (25:13, 25:17, 25:22)               | Aztecs Eagles    |
| 11.04.2018 | PVC Eagles       | 3:0 (25:16, 25:12, 25:12)               | Garvagh Phoenix  |
| 18.04.2018 | PVC Eagles       | 1:3 (12:25, 21:25, 25:22, 23:25)        | Ballymoney Blaze |
| 19.04.2018 | Garvagh Phoenix  | 0:3 (17:25, 23:25, 16:25)               | Raiders          |

### Tabela
| Lp. | Drużyna          | Pkt | Mecze | Mecze | Mecze | Rodzaj wyniku | Rodzaj wyniku | Rodzaj wyniku | Rodzaj wyniku | Rodzaj wyniku | Rodzaj wyniku | Sety | Sety | Sety  | Małe punkty | Małe punkty | Małe punkty |
| Lp. | Drużyna          | Pkt | M     | W     | P     | 3:0           | 3:1           | 3:2           | 2:3           | 1:3           | 0:3           | wyg. | prz. | stos. | zdob.       | str.        | stos.       |
| --- | ---------------- | --- | ----- | ----- | ----- | ------------- | ------------- | ------------- | ------------- | ------------- | ------------- | ---- | ---- | ----- | ----------- | ----------- | ----------- |
| 1   | Raiders          | 42  | 16    | 14    | 2     | 11            | 2             | 1             | 1             | 1             | 0             | 45   | 10   | 4.5   | 1335        | 999         | 1.336       |
| 2   | Ballymoney Blaze | 42  | 16    | 14    | 2     | 9             | 4             | 1             | 1             | 0             | 1             | 44   | 12   | 3.667 | 1259        | 1052        | 1.197       |
| 3   | PVC Eagles       | 33  | 16    | 11    | 5     | 10            | 0             | 1             | 1             | 3             | 1             | 38   | 17   | 2.235 | 1265        | 1045        | 1.211       |
| 4   | Garvagh Phoenix  | 15  | 16    | 6     | 10    | 1             | 2             | 3             | 0             | 0             | 10            | 18   | 38   | 0.474 | 1083        | 1207        | 0.897       |
| 5   | Aztecs Eagles    | 13  | 16    | 5     | 11    | 2             | 1             | 2             | 0             | 1             | 10            | 16   | 38   | 0.421 | 880         | 1106        | 0.796       |

Źródło: nivolleyball.com
Punktacja: 3:0 i 3:1 – 3 pkt; 3:2 – 2 pkt; 2:3 – 1 pkt; 1:3 i 0:3 – 0 pkt
Zasady ustalania kolejności: 1. liczba punktów; 2. liczba zwycięstw; 3. stosunek setów; 4. stosunek małych punktów; 5. bilans w bezpośrednich meczach

## Klasyfikacja końcowa
| Lp. | Drużyna                    |
| --- | -------------------------- |
| 1   | Raiders                    |
| 2   | Ballymoney Blaze           |
| 3   | PVC Eagles                 |
| 4   | Garvagh Phoenix            |
| 5   | Aztecs Eagles              |
| 6   | Queen's University Belfast |
| 7   | Bangor Sharks              |
| 8   | Aztecs Warriors            |
| 9   | Ballymoney Blaze 2         |